# كارين فان دير زي
كارين فان دير زي (بالإنجليزية: Karen Van der Zee)‏ (26 مايو 1947، هولندا في مملكة هولندا)؛ روائية هولندية.